# 海士町後鳥羽院資料館
海士町後鳥羽院資料館（あまちょうごとばいんしりょうかん）は、島根県隠岐郡海士町にある郷土資料館。承久の乱の後、同地に配流された後鳥羽院に関する資料を中心として展示している。

## 歴史
1980年（昭和55年）に海士町歴史民俗資料館（あまちょうれきしみんぞくしりょうかん）として開館した。2008年（平成20年）に海士町後鳥羽院資料館（あまちょうごとばいんしりょうかん）に改称している。

## 説明

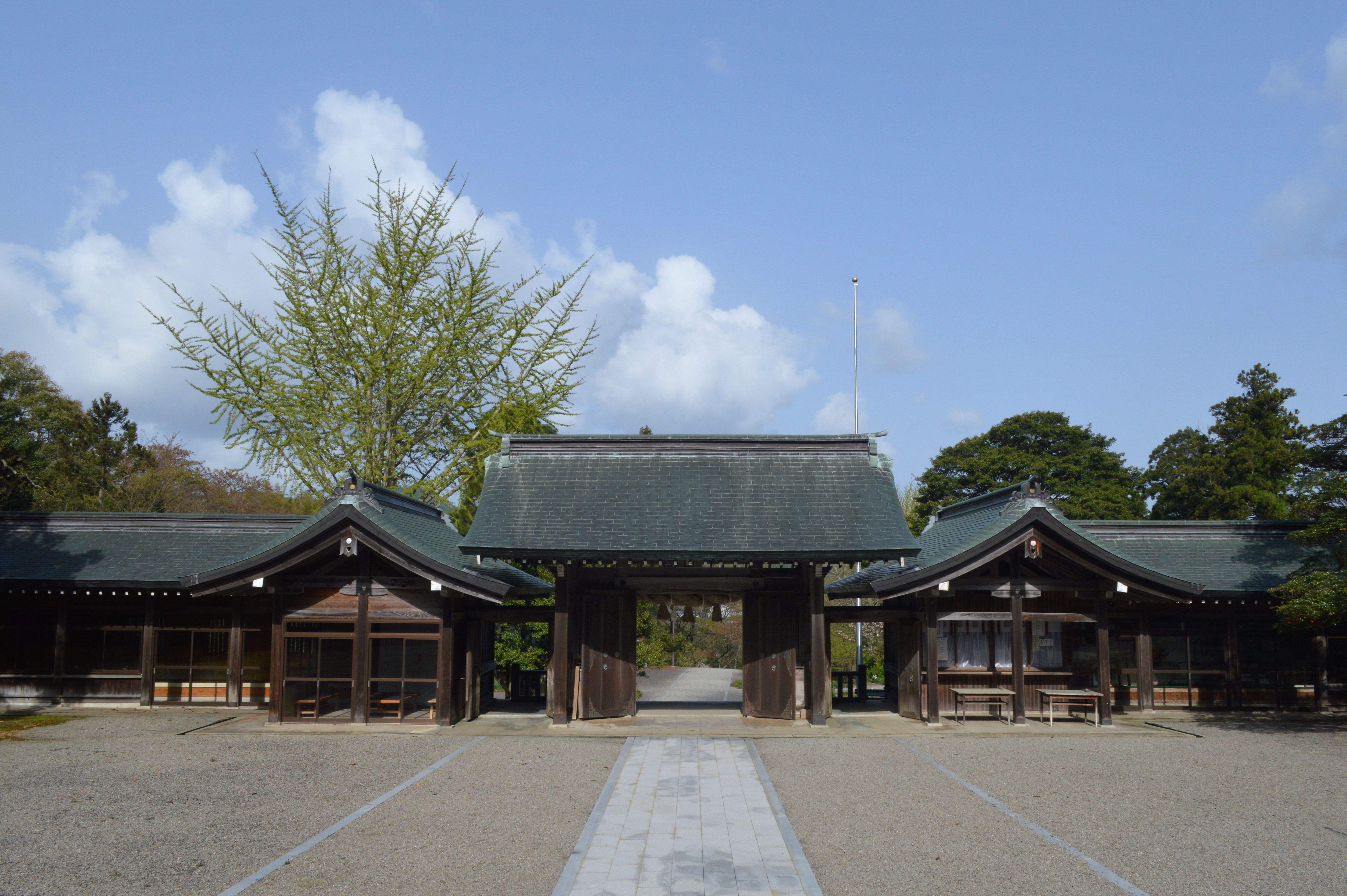
資料館の正面にある隠岐神社

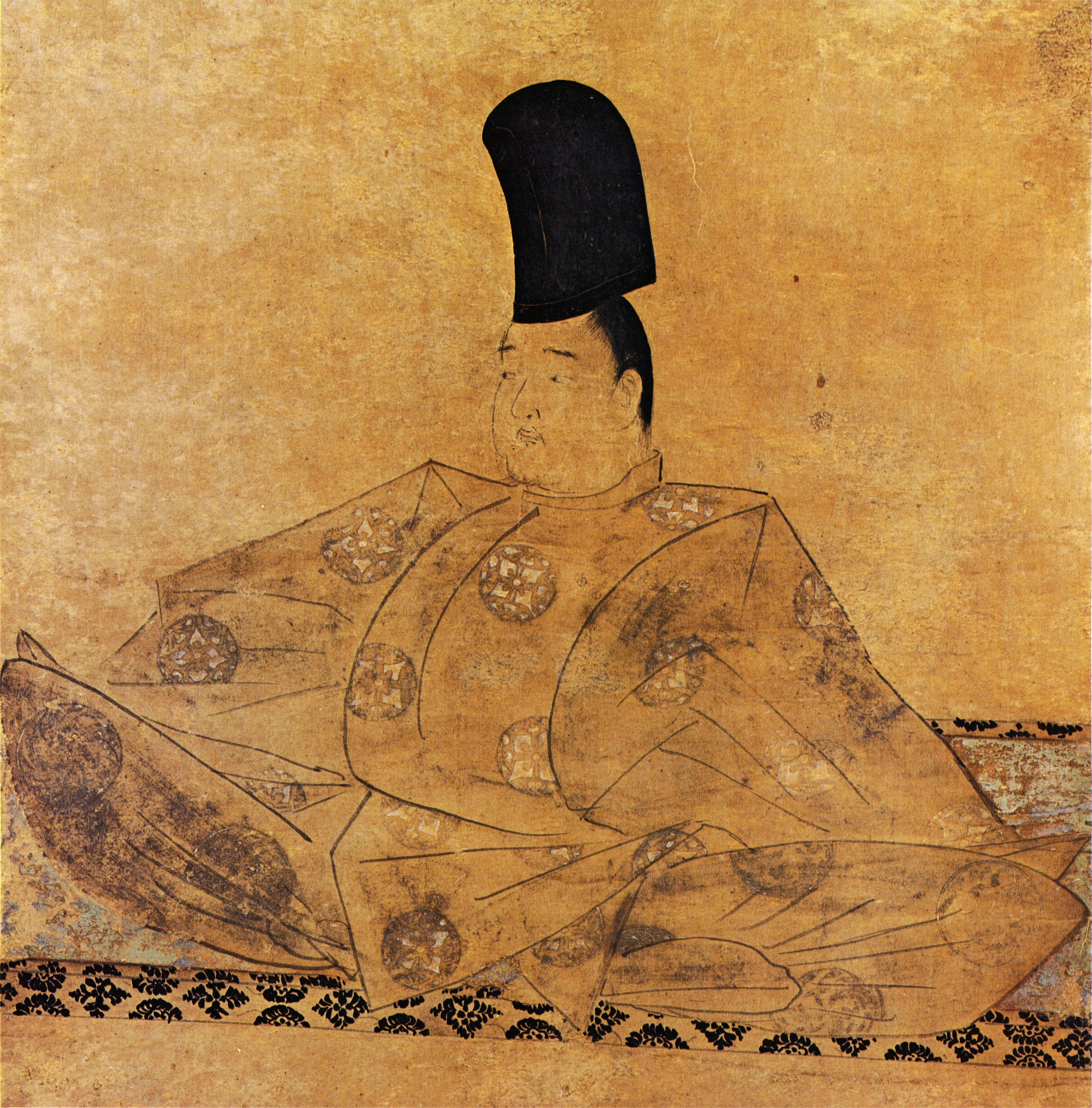
配流先の中ノ島で崩御した後鳥羽院

鎌倉時代の承久3年（1221年）、後鳥羽院は鎌倉幕府打倒を掲げて挙兵したが幕府に大敗し（承久の乱）、戦後は隠岐諸島の中ノ島（現・海士町）に配流されて余生を送り、延応元年（1239年）に同地で崩御した。海士町の「後鳥羽上皇御在所跡」や「後鳥羽天皇御火葬塚」などがある場所には、1939年（昭和14年）に隠岐神社が創建され、その境内から島根県道317号海士島線を挟んで北側に海士町後鳥羽院資料館が建っている。
後鳥羽院に関する資料や遺品を中心として、海士町から出土した縄文・弥生・古墳各時代の考古資料、中世・近世の流人に関する資料、隠岐神社の宝物などを展示している。後鳥羽院の行在所であった源福寺は明治初期の廃仏毀釈によって焼き払われており、その際に持ち出された物なども展示している。来国光の太刀は島根県指定文化財である。別館には民具資料など約300点が展示されている。

## 利用案内
- 入館料：300円
- 開館時間：9時～17時
- 休館日：毎週火曜日　また、11月21日から3月20日までの冬季は長期休業する
- アクセス : 隠岐海士交通豊田線「隠岐神社前」バス停で下車後すぐ